# Maleise bosuil
De Maleise bosuil (Strix seloputo) is een uil uit de familie van de 'echte' uilen (Strigidae).

## Verspreiding en leefgebied
Deze soort komt voor in Zuidoost-Azië, Sumatra, Java en de Filipijnen en telt drie ondersoorten:
- S. s. seloputo: van Myanmar tot zuidelijk Indochina, Malakka en Java.
- S. s. baweana: Bawean (nabij noordelijk Java).
- S. s. wiepkeni: Palawan en de Calamianeilanden (zuidwestelijke Filipijnen).